# Saint-Vaast-la-Hougue
Saint-Vaast-la-Hougue là một xã thuộc tỉnh Manche trong vùng Normandie tây bắc nước Pháp. Xã này nằm ở khu vực có độ cao trung bình 3 mét trên mực nước biển.

## Tham khảo

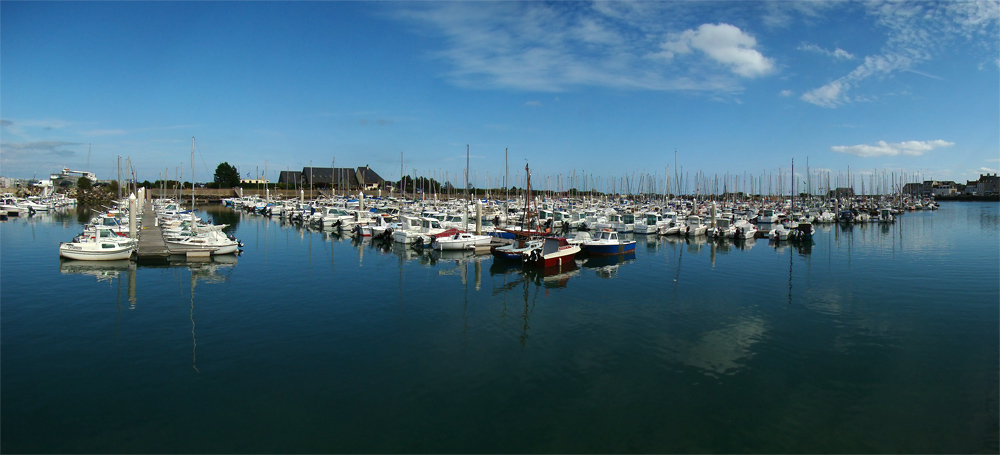
Bến cảng Saint-Vaast-la-Hougue